# Zhang Xincheng
Dans ce nom chinois, le nom de famille, Zhang, précède le nom personnel Xincheng.
Zhang Xincheng (张新成), né le 24 août 1995, également connu par son nom anglais Steven Zhang, est un acteur, chanteur, danseur chinois originaire de Jingzhou dans le Hubei.

En tant qu'acteur, il tient le rôle principal dans des séries télévisées, par exemple 以家人之名 (titre anglais Go ahead), 冰糖炖雪梨 (titre anglais skate into love) ou encore 蜗牛与黄鹂鸟 (titre anglais Symphony's romance) qui le font particulièrement connaître en 2020, et lui font obtenir plusieurs récompenses importantes,,,. (sources en chinois et en anglais).
Il joue également dans des courts-métrages ou des films de longue durée comme 这么多年 (All these years en anglais).

En tant que chanteur il enregistre le mini album 2022 太空漫游 (titre anglais 2022 a space odyssey).

Son premier rôle majeur, à 22 ans, est celui de Lin Yang dans la série télévisée My Huckleberry Friends.
Sa formation montre des compétences diversifiées : chanson, danse, instruments de musique (piano, guitare), gymnastique acrobatique, Opéra de Pékin (forme d'art théâtral traitant des sujets de la Chine ancienne et traditionnelle).

## Formation et débuts
Zhang Xincheng est né et a grandi à Jingzhou, dans le Hubei, en Chine. Son objectif premier est de devenir danseur professionnel, sa famille s'installe donc à Beijing en 2008 pour qu'il puisse suivre les enseignements de l'école secondaire affiliée à l'Académie de danse de Pékin. Brillant étudiant, il se place premier, en 2014, dans les examens d'entrée des plus grandes écoles comme  l'Académie centrale d'art dramatique, l'Académie de cinéma de Pékin, l'Académie d'art de l'armée populaire de libération et l'Académie d'art dramatique de Shanghai. Il choisit finalement l'Académie centrale d'art dramatique, à Pékin, dont il ressort avec un diplôme (bachelor's degree) en théâtre musical.

## Carrière
Zhang Xincheng commence sa véritable carrière d'acteur en 2013 avec le court métrage School Bus. 

En 2012, le 28 février, il avait été déclaré Weibo's Enterprising Artist of the Year pendant la soirée Sina Weibo Night à Shanghai.
Il est engagé par la compagnie EE-Media en 2015. En 2016, il participe à sa première série télévisée Shuttle Love Millennium, dans lequel sa performance est remarquée .

En 2017, sa participation en tant que rôle principal à la série My Huckleberry Friends lui fait obtenir le prix du Meilleur Jeune Acteur à l'iQiyi All-Star Carnival. Les trois séries de l'année 2020, Skate into love avec Janice Wu, Symphony's Romance, adapté du manga japonais Nodame Cantabile et Go ahead le font entrer, selon Forbes China, dans la liste des personnalités de moins de 30 ans les plus influentes dans sa spécialité.

Comme chanteur, il participe à la bande musicale de plusieurs films ou séries télévisées. par exemple "Be Here for You" pour le film The Story of Ho Jinye, ou "Believe Love Still Exists" pour la série Heartbreak Emergency Department.

En décembre 2021, il interprète le rôle de "Red Ling" (Opéra de Pékin) en compagnie de l'artiste Fang Jinlong au gala de fin d'année de la chaîne satellite Hunan TV.

En 2022, il publie le mini album 2022, a space odyssey.

En 2023 il tient pour la première fois un des rôles principaux dans le film de la réalisatrice Layla Zhuqing Ji, 这么多年 (Zheme duo nian, Toutes ces années, All these years dans son titre anglais).

## Filmographie

### Films
| Année | Titre original   | Titre anglais                   | Rôle         | Réalisateur(trice) et type de film                          |  |
| ----- | ---------------- | ------------------------------- | ------------ | ----------------------------------------------------------- |  |
| 2013  | 校车             | School Bus                      | Han Yuyang   |                                                             |  |
| 2014  | 傻瓜             | Fool                            | Yang Sensen  | Court métrage                                               |  |
| 2014  | 冬日十七岁       | Dong Ri Seventeen               | Yang Yunfeng | Court métrage                                               |  |
| 2017  | 活到最后         | Chosen                          |              | Court métrage                                               |  |
| 2017  | 贴身萌妹腹黑计划 | Intelligent Machines Girlfriend | Cui Ze       |                                                             |  |
| 2021  | 微暗之火'        | Gone with the wind              | Zhou Luo     | Amélie Wen. Court métrage                                   |  |
| 2023  | 这么多年         | All These Years                 | Li Ran       | Layla Zhuqing Ji. Premier rôle dans un film de longue durée |  |

### Séries télévisées
| Année | Titre original              | Titre anglais            | Rôle             | Réseau.                 |
| ----- | --------------------------- | ------------------------ | ---------------- | ----------------------- |
| 2016  | 相爱穿梭千年2：月光下的交换 | Shuttle Love Millennium  | Li Hailun        | Hunan TV                |
| 2017  | 你好，旧时光                | My Huckleberry Friends   | Lin Yang         | iQiyi                   |
| 2018  | 最强男神                    | The Strongest Men of God | Wu Zewen         | Youku                   |
| 2019  | 大宋少年志                  | Young Blood              | Yuan Zhongxin    | Hunan TV                |
| 2020  | 冰糖炖雪梨                  | Skate into Love          | Li Yubing        | Jiangsu TV, Zhejiang TV |
| 2020  | 蜗牛与黄鹂鸟                | Symphony's Romance       | Li Zhenyan       | Hunan TV                |
| 2020  | 以家人之名                  | Go Ahead                 | He Ziqiu         |                         |
| 2021  | 变成你的那一天              | The Day of Becoming You  | Jiang Yi         | iQiyi                   |
|       | 百炼成钢                    | Refinement of Faith      | Jiao Yu Lu       | Hunan TV                |
|       | 光芒                        | The Justice              | Cheng Yizhi      | Hunan TV                |
| 2022  | 回廊亭                      | The Murder in Kairoutei  | Cheng Cheng      | Youku                   |
| 2022  | 天才基本法                  | The Heart of Genius      | Pei Zhi          | iQiyi, CCTV             |
| 2022  | 縣委大院                    | Bright Future            | Lin ZhiWei       | CCTV                    |
| 2023  | 深渊                        | Justice In The Dark      | Fei Du / Pei shu | Youku                   |
| 2023  | 大宋少年志 2                | Young Blood 2            | Yuan Zhongxin    | Hunan TV                |
| 2024  | 微暗之火                    | Tender Light             | Zhou Luo         | Youku                   |

### Shows divers et téléréalité
| Année | Titre anglais | Titre original              | Rôle        | Références |
| ----- | ------------- | --------------------------- | ----------- | ---------- |
| 2020  | 奇妙小森林    | Little Forest               | Cast member |            |
| 2021  | 明星大侦探    | Who's the Murderer Season 6 | Guest       |            |